# Banished
Banished, es una serie de televisión británica cuya transmisión se inició el 5 de marzo del 2015.
Banished estaba vagamente inspirada en los acontecimientos ocurridos en el siglo XVIII cuando Gran Bretaña estableció una colonia penal en Australia, al otro lado del mundo.

## Historia
La serie se centra en las vidas de un grupo de convictos ysu lucha por la supervivencia, sus relaciones y amor. También se centra en los infantes de la marina que vigilan a los presos y las personas que dirigen la cárcel.

## Personajes
| Actor              | Personaje                 | Ocupación   | # de episodios | Duración |
| ------------------ | ------------------------- | ----------- | -------------- | -------- |
| Russell Tovey      | James Freeman             | Convicto    | 7              | 2015     |
| Julian Rhind-Tutt  | Tommy Barrett             | Convicto    | 7              | 2015     |
| MyAnna Buring      | Elizabeth Quinn           | Convicta    | 7              | 2015     |
| David Wenham       | Capt. Arthur Phillip      | Gobernador  | 7              | 2015     |
| Joseph Millson     | Robert Ross               | Mayor       | 7              | 2015     |
| Ewen Bremner       | Richard Johnson           | Reverendo   | 7              | 2015     |
| Genevieve O'Reilly | Mary Johnson              | Maestra     | 7              | 2015     |
| Orla Brady         | Anne Meredith             | Convicta    | 7              | 2015     |
| Ned Dennehy        | "Letters" Molloy          | -           | 7              | 2015     |
| David Walmsley     | Will Stubbins             | -           | 7              | 2015     |
| David Dawson       | Cpt. David Collins        | Capitán     | 7              | 2015     |
| Adam Nagaitis      | Pvt. Buckley              | Soldado     | 7              | 2015     |
| Joanna Vanderham   | Katherine "Kitty" McVitie | Convicta    | 7              | 2015     |
| Ryan Corr          | Pvt. MacDonald            | Soldado     | 7              | 2015     |
| Brooke Harman      | Deborah                   | Ama de Casa | 7              | 2015     |
| Cal MacAninch      | Sgt. Timmins              | Sargento    | 7              | 2015     |
| Nick Moss          | Spragg                    | -           | 7              | 2015     |
| Rory McCann        | Marston                   | -           | 4              | 2015     |

### Personajes recurrentes
| Actor                      | Personaje       | Ocupación | # de Episodios | Duración |
| -------------------------- | --------------- | --------- | -------------- | -------- |
| Isabelle Estelle Corbusier | Miley Mathers   | -         | 7              | 2015     |
| Jordan Patrick Smith       | Pvt. Mulrooney  | Soldado   | 5              | 2015     |
| Bianca Rudman              | Sarah Parkinson | -         | 4              | 2015     |

## Episodios
La serie está conformada por siete episodios.

## Premios y nominaciones
| Año  | Categoría                                         | Premio             | Nominados                                                                      | Resultado |
| ---- | ------------------------------------------------- | ------------------ | ------------------------------------------------------------------------------ | --------- |
| 2016 | Most Outstanding Supporting Actor                 | Silver Logie Award | Ryan Corr                                                                      | Nominado  |
| 2016 | Best Direction in a Drama or Comedy               | AACTA Award        | Jeffrey Walker                                                                 | Nominado  |
| 2016 | Best Cinematography in Television                 | AACTA Award        | Martin McGrath                                                                 | Nominado  |
| 2016 | Best Sound in Television                          | AACTA Award        | Paul 'Salty' Brincat, Gary Desmond y Dan Johnson                               | Nominados |
| 2016 | Best Telefeature, Mini Series or Short Run Series | AACTA Award        | Sita Williams, Emile Sherman, Iain Canning, Jamie Laurenson y Brett Popplewell | Nominados |
| 2016 | Best Production Design in Television              | AACTA Award        | Claire Kenny                                                                   | Nominado  |

## Producción
En marzo del 2014 se anunció que la BBC Worldwide Australian y New Zeland habían comisionado un nuevo drama del escritor británico Jimmy McGovern y que sería coproducido por la BBC Two en el Reino Unido.
La serie es producida por RSJ Films y See-Saw Films. Contó con la participación de los directores Dan Percival y Jeffrey Walker, y del escritor Shaun Duggan.
Las filmaciones de la serie comenzaron en Sídney en abril del 2014 antes de trasladarse a Manchester en el Reino Unido.